# Scrapter armatipes
Scrapter armatipes là một loài Hymenoptera trong họ Colletidae. Loài này được Friese mô tả khoa học năm 1913.